# Facultatea de Mecanică a Universității Politehnica Timișoara
Facultatea de Mecanică din Timișoara este cea mai mare dintre facultățile Universității Politehnica Timișoara. Ea oferă studenților formarea ca inginer mecanic, cu diverse specializări.
Facultatea, având în jur de 2400 de studenți, are o bază materială corespunzătoare acestui număr, și o tradiție bogată, disciplinele studiate fiind predate din momentul înființării în 1920 a „Școalei Politehnice”. Actual oferă ciclurile de licență, masterat și doctorat.
Activitatea de cercetare științifică se desfășoară atât la nivelul departamentelor și catedrelor, cât și în două centre de cercetare de tip baze de cercetare cu utilizatori multipli. Prestigiul facultății este relevat de cadrele didactice care au devenit membri ai Academiei Române și ai altor academii, cei care au obținut titlul de profesor emerit, doctor honoris causa, premii naționale, ordine și medalii și de absolvenți.
Studenții dispun de facilități de cazare și masă, petrecerea timpului liber și sport.

## Obiective
În sens restrâns, Facultatea de Mecanică a luat ființă în anul 1948, prin restructurarea Școalei Politehnice și transformarea în Institutul Politehnic. Facultatea de Electromecanică, înființată în 1920, s-a scindat în Facultatea de Mecanică, care a rămas în sediul tradițional al Politehnicii, și Facultatea de Electrotehnică, care s-a mutat în localul Liceului Piarist.
Misiunea Facultății de Mecanică constă în:
- formarea profesională inițială și continuă prin învățământ universitar și postuniversitar;
- formarea științifică prin studii aprofundate și doctorale;
- cercetarea științifică și transferul de tehnologie și expertiză spre mediul economic și social;
- cooperarea interuniversitară națională și internațională.

## Spații de învățământ
În total, Facultatea de Mecanică are spații de peste 30 000 m2.

### Pavilioane

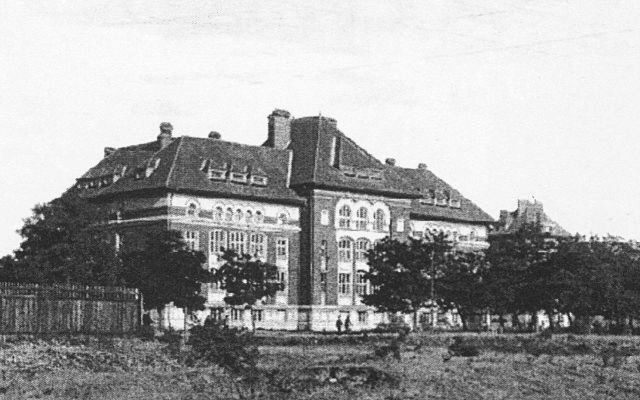
Clădirea facultății, în 1923

Clădirea principală în care funcționează facultatea este primul pavilion construit pentru Politehnică, fiind realizată în stil brâncovenesc, după planurile arhitectului Duiliu Marcu. A fost inaugurată în 11 noiembrie 1923, în prezența regelui Ferdinand I și a reginei Maria. În cuvântul său, regele a spus:
„Dinadins s-a ales mănosul Banat, pentru această școală atât de trebuincioasă dezvoltării noastre industriale din ce în ce mai mare, ca să fie nu numai un factor de muncă serioasă a pregătirii generațiilor viitoare de adevărați pionieri, dar și un cuib al gândirii și simțirii românești și un cheag între Vechiul Regat și provinciile, care prin vitejia noastră au fost pentru veacuri aduse la vechea noastră țară. Nu zidurile fac o școală, ci spiritul care domnește într-însa.”
Ultimele sale cuvinte vor deveni deviza întregii politehnici timișorene.
Evenimentul este eternizat pe o placă de marmură, la intrarea în edificiu.

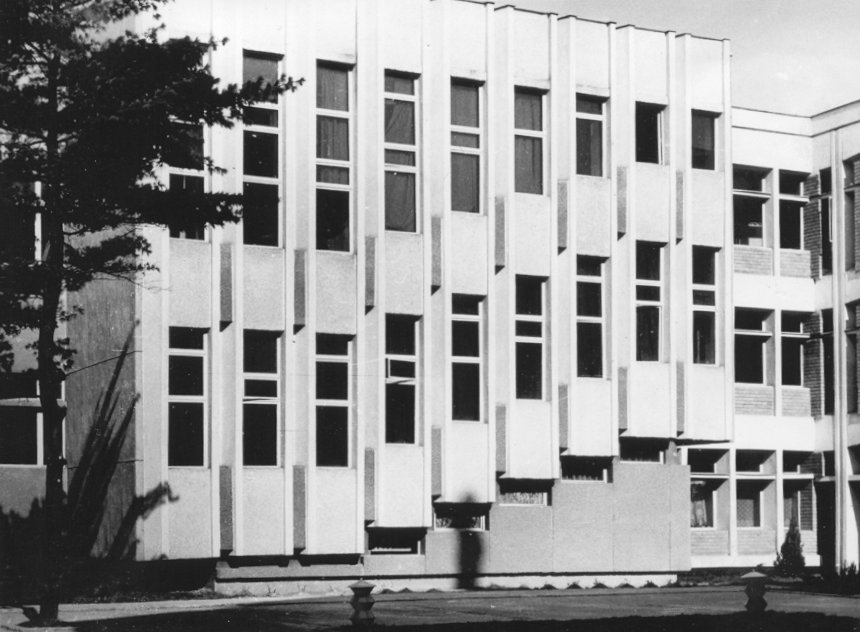
Aripa nouă a corpului principal, cum arăta în anul 1970.

Inițial clădirea conținea un amfiteatru, două săli de curs, două săli de desen, 15 laboratoare, 3 muzee, 9 birouri și un atelier. În anul 1970 clădirii i s-a adăugat înspre nord aripa nouă, care va fi supraetajată în 1978, spațiile obținute prin supraetajare fiind folosite ca ateliere de cercetare-proiectare.

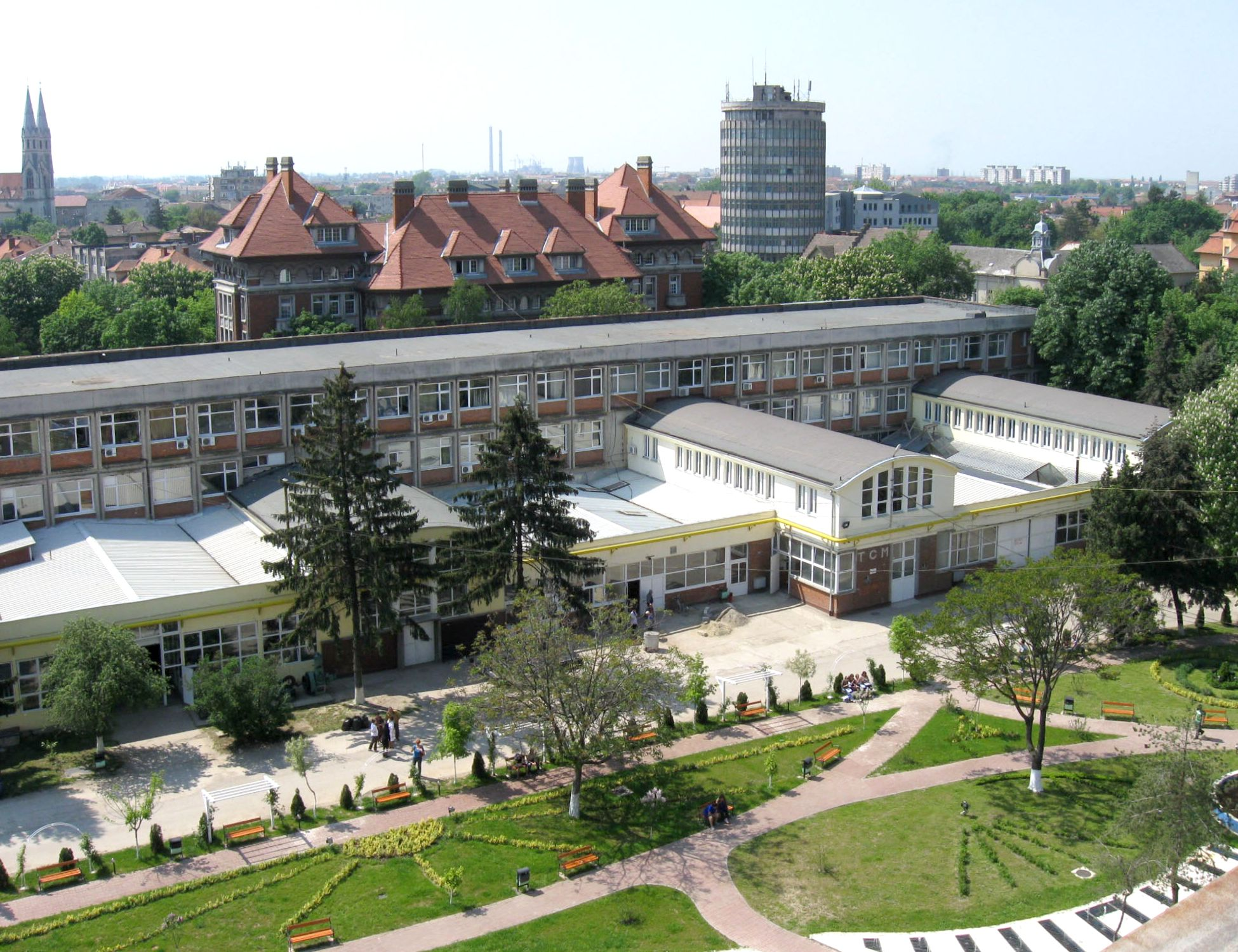
Laboratoare în curte, UMP în spate, iar și mai în spate căminul 1MV (clădirea roșie).

În perioada 1971–1972 se realizează Atelierul școală, cunoscut inițial ca Secția de Prototipuri și Microproducție (SPM), actual Unitatea de Microproducție și Practică (UMP). Spațiul, de 2900 m2, este destinat practicii studenților din facultățile cu profil mecanic și electric, prin producerea și comercializarea unor produse de concepție proprie, sau conform solicitărilor beneficiarilor. În anul 1982 UMP a fost completată cu o aripă spre est.

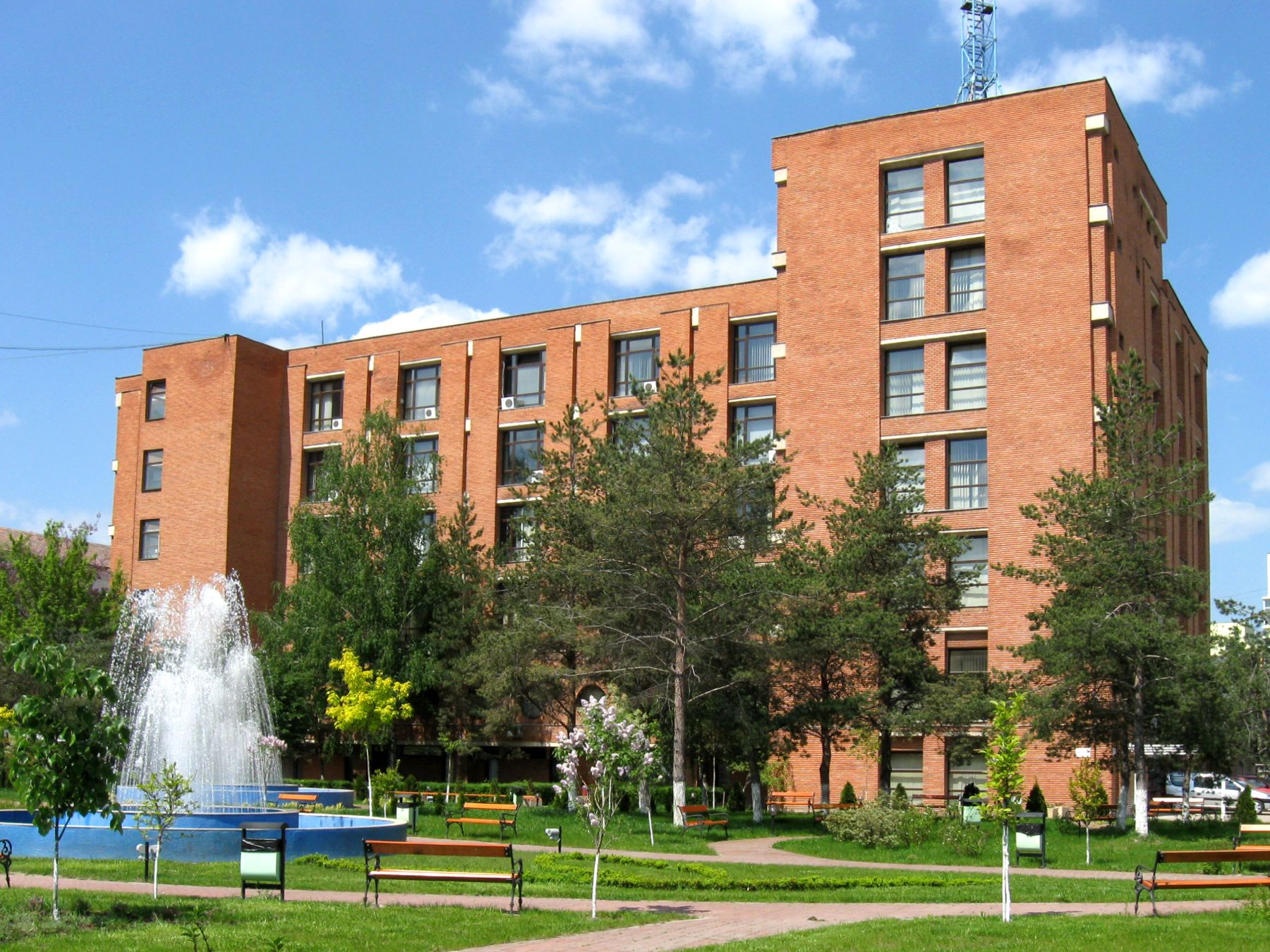
Pavilionul Orologerie.

În anii 1982–1983 în curtea facultății s-a construit pavilionul Orologerie. În clădirea cu o suprafață de 6900 m2 se vor amplasa Catedrele de Mecanică și Vibrații, Rezistența Materialelor, Organe de Mașini și Mecanisme, Mecatronică și Mecanică Fină. Aici, ținând de Catedra de Mecanică și Vibrații se află Centrul de Modelare a Protezării și Intervențiilor Chirurgicale asupra Scheletului Uman. Într-o aripă a Orologeriei Catedra de Mașini Hidraulice are laboratoarele de pompe, de aerodinamică și cel de fluide magnetice. Tot aici, ținând de aceeași catedră se află Centrul Național pentru Ingineria Sistemelor cu Fluide Complexe (CNISFC).

### Laboratoare

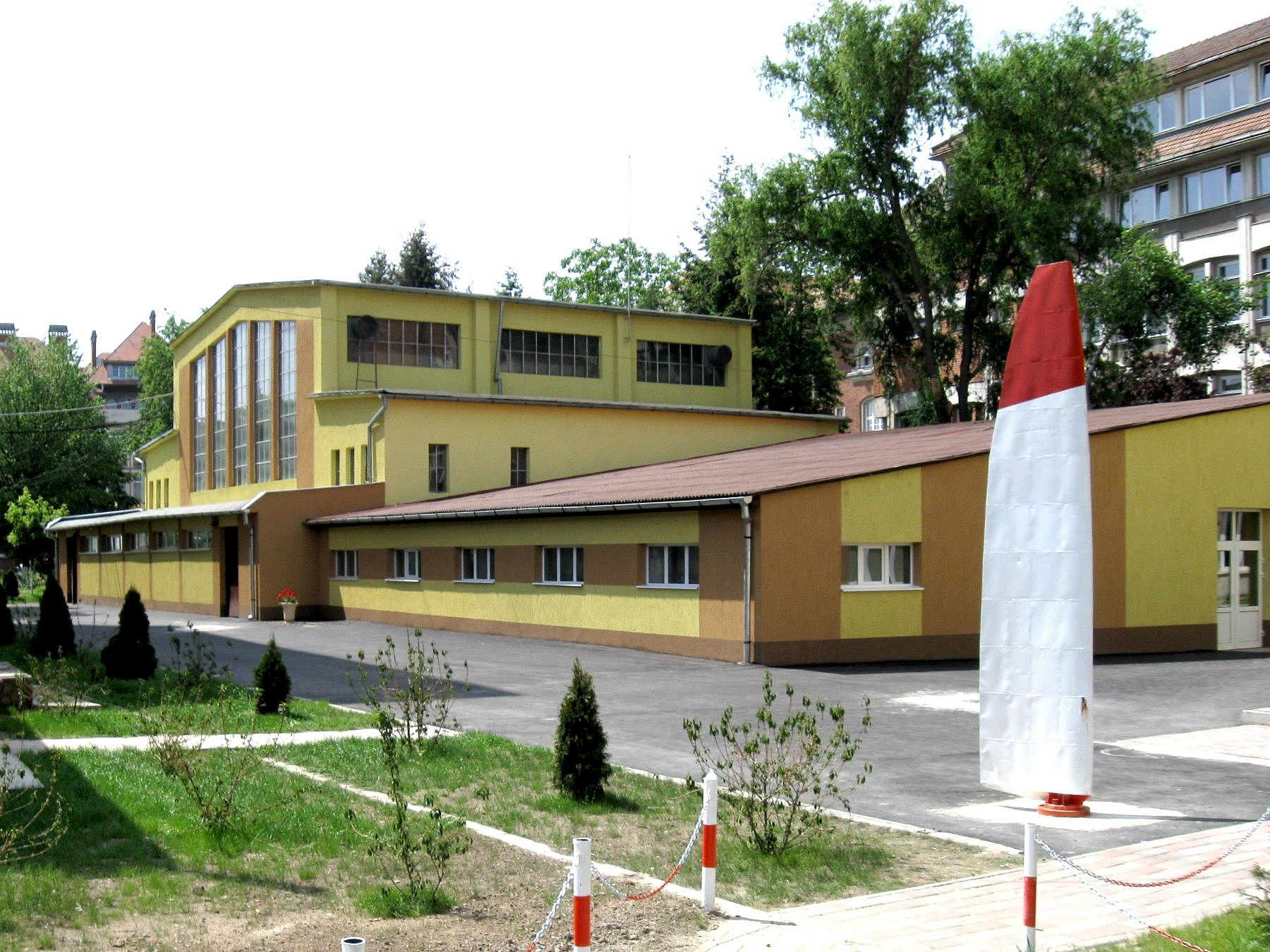
Laboratorul de mașini hidraulice.

Laboratorul de mașini hidraulice „Aurel Bărglăzan” este primul laborator de acest gen construit în România. Construcția sa a început în anul 1928 din inițiativa lui Pompiliu Nicolau și instalațiile sale au început să funcționeze în 1931. În anul 1953 s-a construit pentru el o clădire nouă.
Laboratorul este destinat în special studierii turbinelor Francis și Kaplan, dar are standuri și pentru studiul turbinelor Pelton.

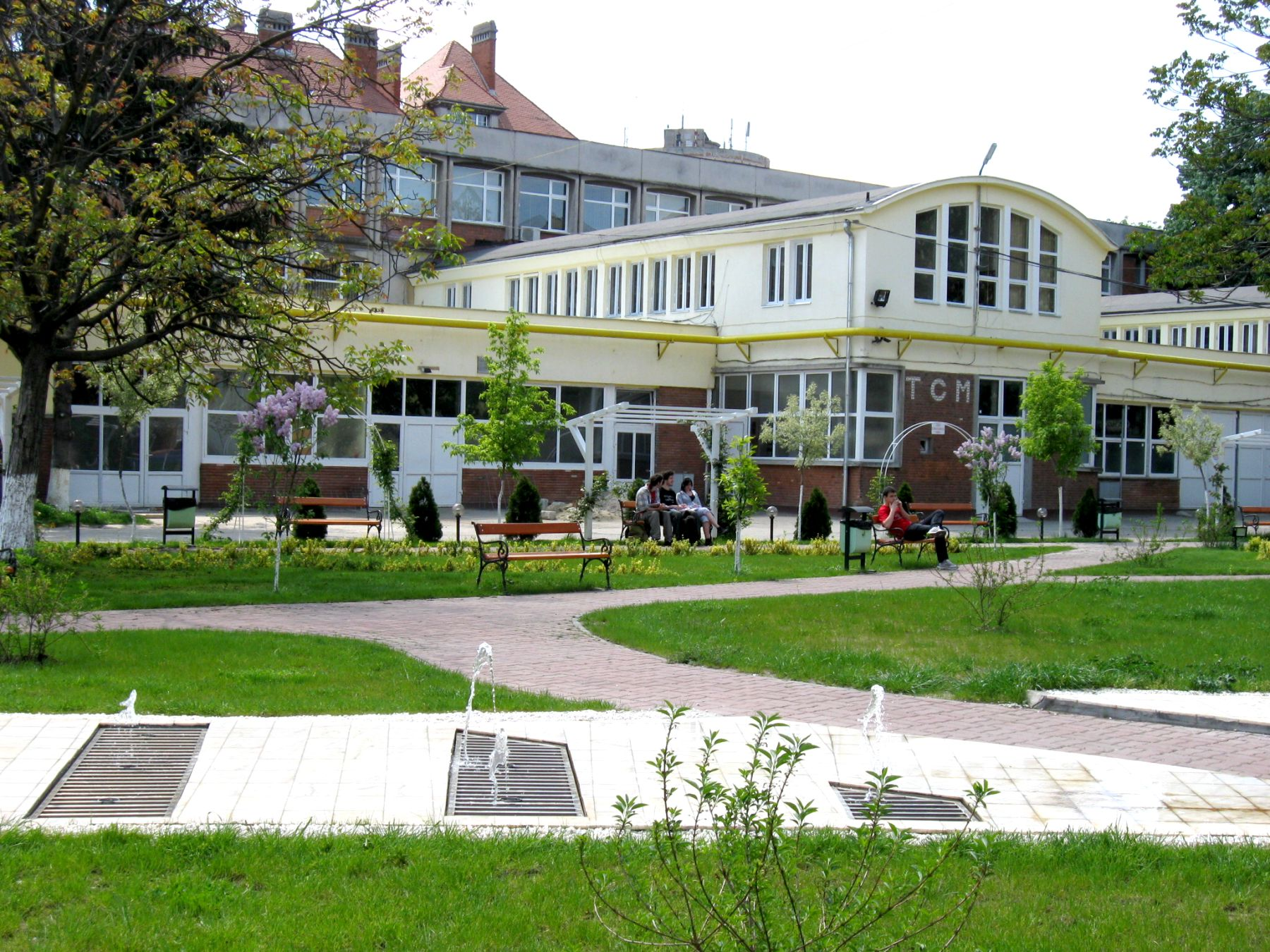
Laboratoarele de tehnologia construcțiilor de mașini.

Laboratoarele de tehnologia construcțiilor de mașini (TCM) sunt amplasate în două hale construite în curtea facultății. Prima hală a fost construită în anul 1956 și era destinată atât laboratoarelor de TCM, cât și unei părți din laboratoarele de tehnologie mecanică (TM), iar a doua, construită în 1959 a fost destinată inițial laboratoarelor de rezistența materialelor.
Laboratorul de tehnologie mecanică (TM), înființat în anul 1924, a fost amenajat inițial în clădirea corpului principal, iar în anul 1956 a fost mutat într-una din halele în care actual sunt laboratoarele TCM.
În laboratoarele de TCM și TM s-au făcut în decursul timpului lucrări privind prelucrările la rece, procedeele de măsurare și toleranțele, tratamentele termice, tehnologiile neconvenționale.
În prezent laboratoarele de TM care sunt amplasate în corpul principal există pe lângă laboratorul de tehnologii neconvenționale amintit, cele de procesarea produselor alimentare, de prelucrare electrochimică și chimică, de prelucrarea numerică a datelor și de proiectare asiatată, control dimensional normal și CNC. În clădirea UMP sunt laboratoarele de prelucrări mecanice convenționale și CNC, de prelucrări prin tehnologii de deformare plastică, turnare și sudare, precum și cele de prelucrare prin tehnologii neconvenționale.
Laboratorul de rezistența materialelor și-a început activitatea în anul 1923, în clădirea corpului principal, iar în 1959 a primit o clădire destinată, în curtea facultății. Actual, laboratorul este reamplasat în pavilionul Orologerie, spațiul său fiind folosit pentru extinderea laboratorului de TCM. Laboratorul are mai multe secțiuni cu utilaje specializate, în care se pot executa încercări de tracțiune pe mașini de tracțiune de până la 100 tf, analiză experimentală a tensiunilor pe standuri de electrotensometrie și fotoelasticitate, încercări dinamice pe standuri pentru determinarea rezistenței la oboseală și încercări la temperaturi ridicate pentru studiul fluajului.
Laboratorul de mașini termice a fost înființat în anul 1924, fiind și el primul cu acest profil din România. Între anii 1952–1954 în curtea facultății s-a construit o clădire destinată pentru laboratorul de motoare cu ardere internă, care a început să funcționeze aici în anul 1955, iar între anii 1962–1969 s-au construit, tot în curtea facultății, două săli pentru laboratorul de turbine cu abur, respectiv laboratorul de turbine cu gaze, amplasate de o parte și de alta a clădirii care adăpostea laboratorul de cazane de abur, cazanul de aici alimentând inițial cu abur laboratorul de locomotive, amplasat vizavi. În anul 2008 laboratoarele de cazane și turbine au fost reamplasate în laboratorul multifuncțional de mașini termice și energii neconvenționale, situat între laboratoarele de locomotive și motoare.
Laboratorul de locomotive a fost construit și el în curtea facultății în anul 1953. Inițial el era dotat cu o locomotivă cu abur de cale îngustă. La sfârșitul anilor 1950 locomotivele cu abur sunt scoase din fabricație, iar în anul 1961 laboratorul de locomotive este reutilat cu o locomotivă diesel, iar până în anul 1968 s-au construit și standurile pentru studiul tracțiunii și frânării.

## Materiale didactice
Studenții au acces la colecția de cărți a bibliotecii centrale a universității și la bibliotecile filiale, din care una este chiar în aripa nouă a facultății. Consultarea catalogului lucrărilor disponibile și rezervarea lor poate fi făcută online.
Pentru a pune la dispoziția studenților a tratatelor și cursurile universitare la cel mai mic preț, cadrele didactice din facultate le pot edita inclusiv în editura „Politehnica”, a universității.

## Structură

### Conducerea facultății
|                        |             | Decan între  |
| ---------------------- | ----------- | ------------ |
| Aurel Bărglăzan        | (1905–1960) | 1948–1960    |
| Victor Gheorghiu       | (1907–1983) | 1960–1962    |
| Ioan M. Anton          | (1924–2011) | 1962–1965    |
| Nicolae Boboescu       | (1926–1966) | 1965–1966    |
| Gheorghe Savii         | (1909–1989) | 1967–1974    |
| Dan Perju              | (1935–2016) | 1975–1976    |
| Francisc Viliam Kovacs | (1929–2009) | 1976–1984    |
| Iosif Groșanu          | (n. 1928)   | 1984–1989    |
| Octavian Gligor        | (1934–2017) | 1990–1996    |
| Gavril Udrea           | (n. 1936)   | 1996–2000    |
| Nicolae Neguț          | (n. 1941)   | 2000–2008    |
| Liviu Bereteu          | (n. 1951)   | 2008–        |
| Inocențiu Maniu        | (n. 1952)   | 2012–2020    |
| Virgil Stoica          | (n. 1974)   | 2020–2023    |
| Ilare Bordeașu         | (n. 1959)   | 2023–2024    |
| Dragoș Uțu             | (n. 1978)   | 2024–prezent |

Facultatea este condusă de Consiliul Facultății, din care fac parte cca. 28 de cadre didactice și 9 studenți (număr care poate varia). Biroul Consiliului Facultății este format din decan, cei doi prodecani, secretarul științific și un student.

### Departamente
În anul 2009 catedrele facultății sunt grupate în patru departamente, care au o anumită autonomie din punct de vedere al gestionării resurselor lor. Facultatea Departamentele sunt conduse de către un director, iar catedrele de un șef de catedră, aleși pe o perioadă de patru ani.

#### Departamentul de Mecatronică
Departamentul este profilat pe realizarea produselor și sistemelor inteligente. În acest scop este nevoie de integrarea ingineriei mecanice, electronice și a informaticii.
Din departamentul de Mecatronică fac parte:
- Catedra de Mecatronică, Mecanică Fină și Roboți Industriali (MMFRI) (mecatronică, robotică, aparatură optică, medicală, periferice de calculator[23]).
- Catedra de Organe de Mașini și Mecanisme (OMM) (organe de mașini, mecanisme[24])
- Catedra de Geometrie Descriptivă și Desen Tehnic (GDDT) (CAD, CAM[25]).

#### Departamentul de Ingineria Materialelor și Fabricației
Departamentul este profilat pe metodele și procedeele mecanice de fabricație ale produselor.
Din departamentul de Ingineria Materialelor și Fabricației fac parte:
- Catedra de Știința Materialelor și Sudării (SMTT) (materiale metalice și nemetalice, microscopie optică și electronică, defectoscopie utilaje pentru sudare[27]);
- Catedra de Tehnologia Construcțiilor de Mașini (TCM) (mașini-unelte, scule așchietoare, presare la rece, CAD, CAE, CAM[28]).

#### Departamentul de Mecanică și Rezistența Materialelor
Departamentul este profilat pe probleme privind comportarea materialelor la diverse solicitări.
Din departamentul de Mecanică și Rezistența Materialelor fac parte:
- Catedra de Mecanică și Vibrații (MV) (mecanică teoretică, tensometrie, acustică, vibrații și vibropercuții[30]);
- Catedra de Rezistența Materialelor (RM) (încercări statice și dinamice la rece, la cald, la oboseală, de duritate, fotoelasticitate, CAE[31]).

#### Departamentul de Mașini Mecanice, Utilaje și Transporturi
Departamentul este profilat pe realizarea mașinilor de forță, a mijloacelor de transport terestru și a tehnologiilor specifice industriei alimentare, echipamentelor de proces și a celor de prelucrare convențională și neconvențională.
Din departamentul de Mașini Mecanice, Utilaje și Transporturi fac parte:
- Catedra de Mașini Hidraulice și Pneumatice (MHP) (turbine hidraulice, cavitație, pompe, acționări hidraulice și pneumatice, aerodinamică, lichide magnetice, CFD[33])
- Catedra de Termotehnică, Mașini Termice și Autovehicule Rutiere (TMTAR) (Autovehicule, motoare, turbine, cazane, termocentrale, mașini frigorifice, protecția mediului, CFD[34]);
- Catedra de Tehnologie Mecanică (TM) (tehnologii la cald, prelucrări mecanice, toleranțe și control dimensional, control și procesare produse alimentare, tehnologii neconvenționale[35]);
- Catedra de Ingineria Transporturilor (IT) (trenuri și locomotive[36]).

Laboratoare ale Departamentului de Mașini Mecanice Utilaje și Transporturi
Sala multifuncțională „Ioan Zăgănescu”.
În laboratorul de motoare.
Turboreactor RD-500 al laboratorului de turbine.
Cazan LOOS în laboratorul multifuncțional.
Laboratorul de eroziune electrică.

### Centre de cercetare
În cadrul facultății își desfășoară activitatea două centre de cercetare de tip baze de cercetare cu utilizatori multipli (BCUM).

#### Centrul Național pentru Ingineria Sistemelor cu Fluide Complexe
Centrul Național pentru Ingineria Sistemelor cu Fluide Complexe (CNISFC) este conceput ca o unitate prin care o serie de facilități complexe pentru cercetare, compuse din echipamente și software performante, care necesita costuri mari de achiziție, sunt utilizate în regim de acces partajat a mai multor utilizatori. Centrul dispune de cinci laboratoare:
- Laboratorul de magnetometrie, echipat cu magnetometru de tip VSM 880, în care se poate studia comportarea lichidelor magnetice;[38]
- Laboratorul de reologie, echipat cu reometre Physica MCR 300 și Physica - Reolab MC1, în care se pot măsura diferiți parametri legați de viscozitatea lichidelor;[39]
- Laboratorul de tribologie, echipat cu profilograf 3D tip Perthometer S2-MAHR, în care se poate determina rugozitatea suprafețelor care vin în contact cu fluidele în mșcare;[40]
- Laboratorul de simulare numerică și calcul paralel, echipat cu două servere care deservesc 14 stații de lucru și aplicații software de tip Fluent 5.5, LabVIEW și Tecplot, în care se pot face simulări numerice de tip CFD, inclusiv pe geometrii specifice turbomașinilor;[41]
- Laboratorul Microsoft, care oferă software din gama Microsoft: Visual Studio 6.0, MSDN Universal, Microsoft Office XP.[42]

#### Centrul de Modelare a Protezării și Intervențiilor Chirurgicale asupra Scheletului Uman
Centrul de Modelare a Protezării și Intervențiilor Chirurgicale asupra Scheletului Uman (CM-PICSU) este conceput a fi o unitate de cercetare - proiectare - microproducție. Partenerii fondatori sunt Universitatea Politehnica Timișoara, Universitatea de Medicină și Farmacie Victor Babeș, Universitatea Tehnică Cluj-Napoca, Universitatea Politehnica București, Universitatea din Craiova și Spitalul Militar Central București.
Centrul dispune de două laboratoare:
- Laboratorul de Imagistică medicală, în care se pot prelucra imagini obținute prin diverse procedee ca: scintigrafie, tomografie, seriografie, cefalometrie;
- Laboratorul de Modelare, în care se pot analiza diferitele tipuri de defecte ale scheletului osos și proiecta metode chirurgicale și mecanice de remediere, ca: proteze, implanturi de fixare a acestora, dispozitive de fixare si activare a fragmentelor osoase precum și pentru ameliorarea scheletului prin intervenții chirurgicale.

## Activitatea didactică

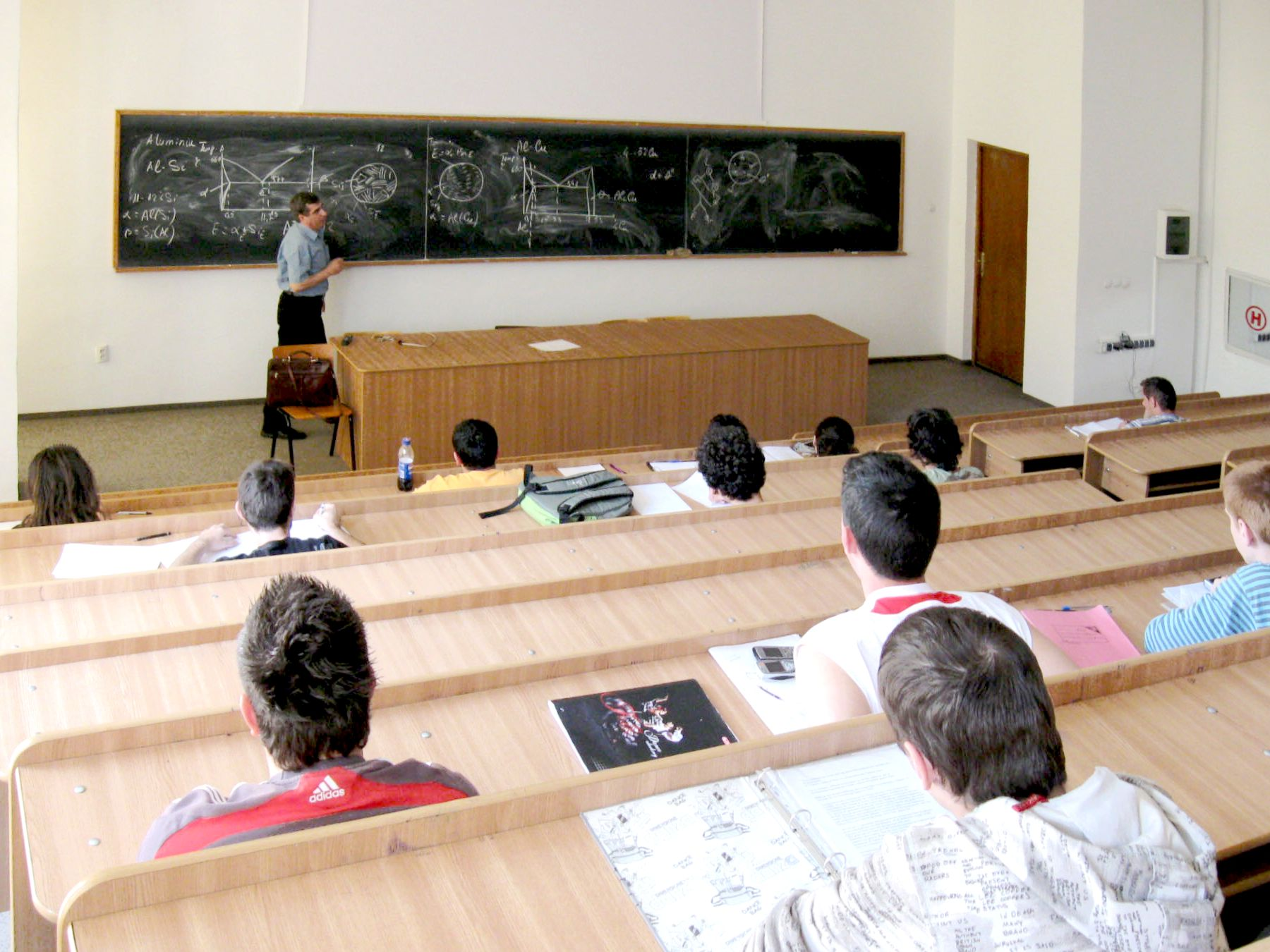
Amfiteatrul Gheorghe Silas

Conform procesului Bologna, facultatea oferă toate cele trei trepte de cursuri universitare:
- studii universitare de licență;
- studii universitare de masterat;
- stagii de doctorat, cu și fără frecvență.

### Specializări

#### Licență și Master
Facultatea de Mecanică oferă următoarele specializări:

| Departamentul                           | Domeniul (Coordonator)            | Treapta | Specializarea |
| --------------------------------------- | --------------------------------- | ------- | --- |
| Mecatronică                             | Mecatronică și robotică (MMFRI)   | Licență | - Roboți Industriali (în limba română) - Roboți Industriali (în limba germană) - Mecatronică (generală) - Mecatronică (construcția de aparate)                                                        |
| Mecatronică                             | Mecatronică și robotică (MMFRI)   | Master  | - Ingineria calității în mecatronică și mecanică fină - Sisteme robotice cu inteligență artificială                                                                                                   |
| Mecatronică                             | Mecanică fină (OMM)               | Licență | - Tehnologii de Mecanică Fină - Tehnică medicală și exploatarea echipamentelor medicale |
| Mecatronică                             | Mecanică fină (OMM)               | Master  | - Implanturi, Proteze Inteligente și Evaluare Biomecanică |
| Mecatronică                             | CAD (GDDT)                        | Master  | - Computer Aided Design of the Advanced Mechanical Systems (în limba engleză). |
| Ingineria materialelor și fabricației   | Ingineria materialelor (SMTT)     | Licență | - Știința și ingineria materialelor - Utilaj pentru prelucrări la cald |
| Ingineria materialelor și fabricației   | Ingineria materialelor (SMTT)     | Master  | - Expertize și diagnoze tehnice în inginerie |
| Ingineria materialelor și fabricației   | Inginerie industrială (TCM)       | Licență | - Tehnologia Construcțiilor de Mașini - Mașini și Sisteme de Producție |
| Mecanică și Rezistența Materialelor     | Științe inginerești aplicate (MV) | Licență | - Inginerie medicală |
| Mecanică și Rezistența Materialelor     | Științe inginerești aplicate (MV) | Master  | - Vibrații, vibropercuții și hidrodinamică |
| Mecanică și Rezistența Materialelor     | Inginerie mecanică (RM)           | Licență | - Inginerie mecanică |
| Mecanică și Rezistența Materialelor     | Inginerie mecanică (RM)           | Master  | - Inginerie mecanică avansată |
| Mașini Mecanice Utilaje și Transporturi | Inginerie mecanică (MHP)          | Licență | - Mașini și sisteme hidraulice și pneumatice |
| Mașini Mecanice Utilaje și Transporturi | Inginerie mecanică (TMTAR)        | Licență | - Autovehicule rutiere - Sisteme și echipamente termice |
| Mașini Mecanice Utilaje și Transporturi | Inginerie mecanică (TMTAR)        | Master  | - Energo-ecologie în domeniul termic și al vehiculelor de transport |
| Mașini Mecanice Utilaje și Transporturi | Inginerie mecanică (TM)           | Licență | - Echipamente pentru procese industriale - Mașini și instalații pentru agricultură și industrie alimentară                                                                                            |
| Mașini Mecanice Utilaje și Transporturi | Inginerie mecanică (TM)           | Master  | - Ingineria relațiilor de muncă, securitate și sănătate în muncă - Managementul calității proceselor tehnologice - Inginerie integrată - Reingineria produselor din materiale polimerice și compozite |
| Mașini Mecanice Utilaje și Transporturi | Inginerie mecanică (IT)           | Licență | - Echipamente pentru procese industriale - Mașini și instalații pentru agricultură și industrie alimentară                                                                                            |
| Mașini Mecanice Utilaje și Transporturi | Inginerie mecanică (IT)           | Master  | - Tehnici avansate în transportul urban |

#### Doctorat

Susținere doctorat, sala „Marin Bănărescu”.

În Facultatea de Mecanică există aproape 50 de conducători de doctorat, care pot conduce teze în domeniile:
- Inginerie Industrială;
- Inginerie Mecanică.

### Relații internaționale
Facultatea de Mecanică participă la diferite programe de schimb de studenți, între care cel mai important este programul ERASMUS (European Region Action Scheme for the Mobility of University Students, română Schemă de Acțiune pentru Mobilitatea Studenților din Universități în Regiunea Europeană), care este parte a programului SOCRATES. La aceste programe pot participa studenții care sunt cel puțin în anul III, masteranzii și doctoranzii.
Pentru 2009–2010 au fost depuse solicitări pentru deplasarea studenților facultății la universități din Austria, Belgia, Finlanda, Franța, Germania, Italia, Olanda, Portugalia, Republica Cehă, Turcia și Ungaria.

## Personalități marcante

### Academicieni
| Nume                  | Din anul | Mențiuni                                 |
| --------------------- | -------- | ---------------------------------------- |
| Corneliu Micloși      | 1955     | Întemeietorul școlii românești de sudură |
| Aurel Bărglăzan       | 1955     | Membru corespondent, mașini hidraulice   |
| Ștefan Nădășan        | 1963     | Rezistența materialelor                  |
| Victor Vâlcovici      | 1965     | Mecanică teoretică                       |
| Ioan M. Anton         | 1974     | Turbine hidraulice, cavitație            |
| Traian Lorin Sălăgean | 1990     | Sudură                                   |
| Traian Lalescu        | 1991     | Post mortem, matematică                  |
| Gheorghe Silaș        | 1991     | Vibrații și vibropercuții                |

### Alte personalități
- Prof. Valeriu Alaci (1884–1955) – matematică. Teza de doctorat: Asupra aproximării unei funcții reale printr-o clasă specială de funcții trigonometrice (30 mai 1921). Întemeietor în[1925 al „Societății Matematice a Studenților de la Școala Politehnică”. Coordonator (1930–1955) al revistei Bulletin Scientifique de l'École Polytechnique de Timisoara.[60]
- Prof. em. Koloman Bakonyi (1887–1970) – tehnologie. Cursurile sale acopereau materia care peste decenii se vor preda în discipline diferite: tehnologie mecanică, studiul materialelor, respectiv mașini-unelte și control dimensional.[61]
- Prof. em. Marin Bănărescu (1890–1974) – motoare. Este considerat întemeietorul școlii timișorene de mașini termice,[62] prima de acest fel din România.[17]
- Prof. em. Ioan Zăgănescu (1903–1989) – material rulant. Asistent al lui Victor Vâlcovici și colaborator al lui Marin Bănărescu. În 1949 înființează Institutul de Căi Ferate București, al cărui rector devine până în 1952. Între anii 1953–1969 este profesor, șeful Catedrei de Material Rulant, la Institutul Politehnic București. În toată această perioadă face naveta Timișoara-București. Din 1969 și până la pensionare, în 1972, a fost șeful al Catedrei de Material Rulant din Timișoara. A fost distins cu Ordinul Muncii cl. II (1967) și cu titlul de „profesor emerit” (1969).[63] Este tatăl g-ralului Florin Zăgănescu, unul dintre coordonatorii programului spațial al României.
- Prof. dr.doc. Ioan Vlădea (1907–1976) – termotehnică. Teza de doctorat: Über den Einfluss des Rumpfes (Gondeln) auf einige aerodinamische Eigenschaften der Flügels (română Asupra ifluenței fuselajului asupra unor proprietăți aerodinamice ale aripilor) (Aachen, 1933). Angajat la IAR Brașov, între anii 1933–1944 contribuie la proiectarea (compresorul motorului IAR 14K IV C32) și realizarea avioanelor IAR 15, IAR 27, IAR 37-38-39 și IAR 80. Vine la Școala Politehnică în 1945 la chemarea lui Marin Bănărescu și în 1948 este numit profesor, șef al Catedrei de Termotehnică, funcție pe care o va deține până la pensionare, în 1973.[64][65]
- Prof. dr.doc dr.h.c. Aurel Carol Nanu (1921–2017) – Este considerat întemeietorul școlii românești de eroziune electrică.[66]
- Prof. Gavril Creța (1923–2014]]) – Este considerat întemeietorul școlii românești de turbine cu abur.[67]
- Prof. dr.h.c. Francisc Kovacs (1929–2009) – Este considerat întemeietorul școlii românești de robotică.[68]
- Prof. dr.h.c. Virgiliu Dan Negrea (1942–2009) – motoare.
- Prof. onor. dr. ing. Mircea-Dimitrie Rațiu – Este considerat inițiatorul analizei anelastice în validarea operabilității instalațiilor sub presiune și a sclerometriei în metrologia încercărilor de materiale.
- Prof. dr. Helmut Theil (1930–2015) – Profesor pentru termodinamica si schimbatoare de caldura, Prodecan al Facultatii de Mecanica, Prorector al IPTV, Sef de catedra Masini Termice,

## Studenți

### Admitere
Numărul de studenți admiși a la variat în timp. În general, tendința a fost de creștere, observându-se o scădere a solicitărilor după 1989, când un mare număr de studenți au optat pentru universitățile nou înființate, de multe ori în localitățile lor de domiciliu.
În anul 2009 Facultatea de Mecanică dispunea de 820 de locuri la studiile universitare de licență, din care 610 locuri subvenționate de stat („fără taxă”), toate cu durata de patru ani și toate în limba română, cu o excepție menționată, în următoarele opt domenii (actualizare din anul 2024):
- Ingineria Autovehiculelor;
- Ingineria Materialelor;
- Ingineria Transporturilor;
- Inginerie Industrială (Tehnologia Construcțiilor de Mașini/Ingineria Sudurii)
- Inginerie Mecanică;
- Inginerie Mecanică (în limba engleză);
- Mecatronică și Robotică;
- Științe Inginerești Aplicate.

Pot participa la admitere candidații care sunt absolvenți cu diplomă de bacalaureat sau echivalentă ai unui liceu. Admiterea se face pe bază de dosar, care trebuie să conțină diploma de bacalaureat, foaia matricolă cu notele din liceu, certificatul de naștere, adeverința medicală, trei fotografii color de tip diplomă, iar pentru cei ce au absolvit liceul înainte de 2009 declarație privind o eventuală finanțare anterioară de la bugetul de stat a altor cursuri urmate. Dacă este cazul, acte pentru scutirea de taxe, recomandare din partea organizațiilor legal constituite ale rromilor, acte dovedind calitatea de student.
Se acordă scutiri de la taxa de înscriere pentru candidații orfani de ambii părinți, sau care provin de la case de copii, eroilor-martiri din Revoluția română din 1989 și urmașilor lor, urmașilor celor angajați în învățământul bugetar, precum și angajaților proprii ai Universității Politehnica Timișoara.
Perioada admiterii este 13 – 24 iulie, iar ordinea de admitere se stabilește pe baza unei note formate din media multianuală din liceu la matematică (40 %), fizică (40 %) și media de la bacalaureat (20 %).

### Liga Studenților din Facultatea de Mecanică Timișoara

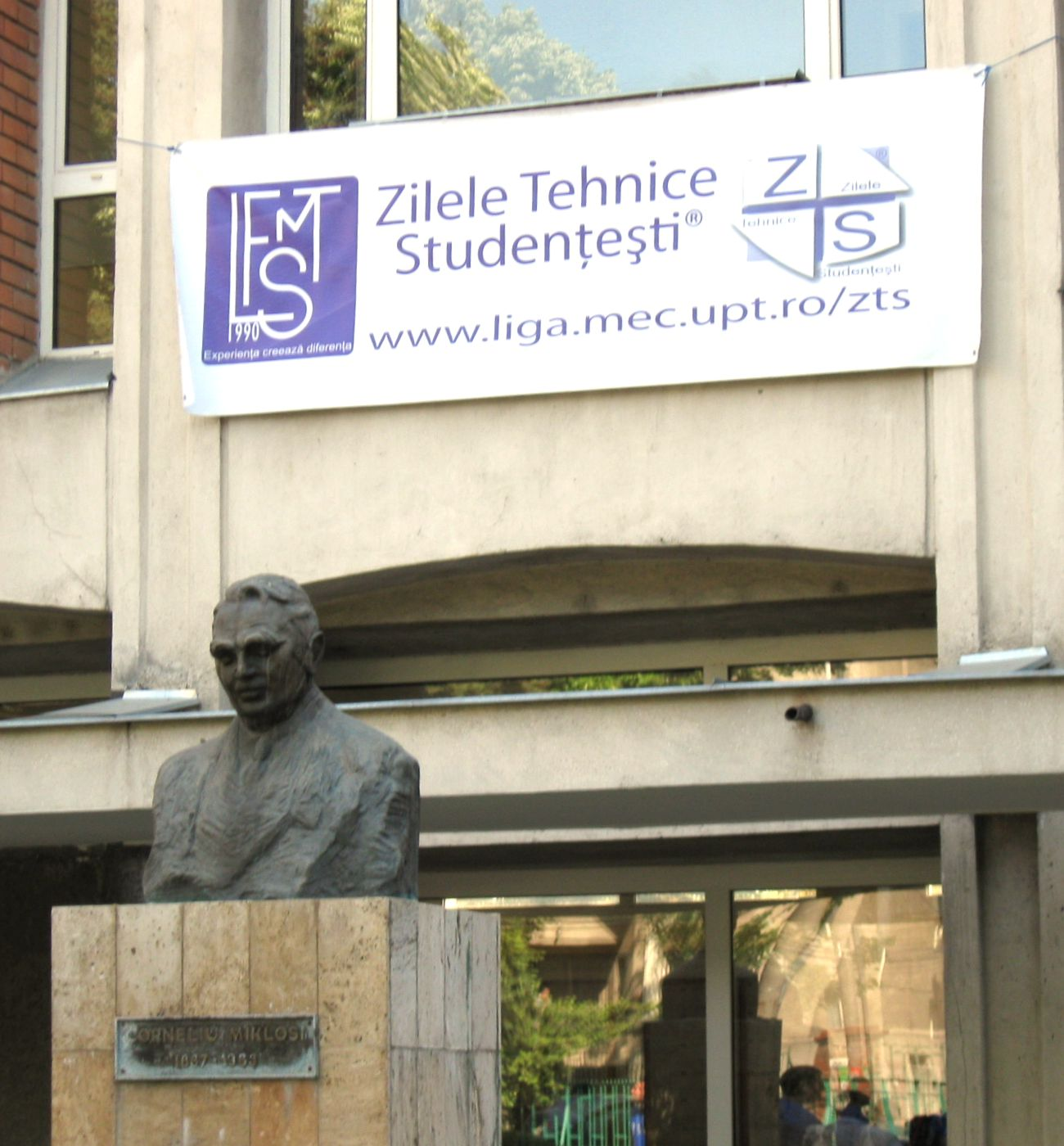
Zilele Tehnice Studențești la Mecanică.

Liga Studenților este forma de organizare a studenților, având ca scop reprezentarea intereselor lor în relație cu conducerea facultății, precum și realizarea unor activități specifice studențești.
Una din manifestările tradiționale organizate de Liga Studenților din Facultatea de Mecanică Timișoara este conferința internațională „Zilele Tehnice Studențești”, care a ajuns la a XIII-a ediție și va avea loc în perioada 10 - 17 mai 2009. Acest eveniment este organizat în colaborare cu Universitatea Politehnica Timișoara, Facultatea de Mecanică, Centrul pentru Informare si Consiliere Profesionala a UPT și Alianța Națională a Organizațiilor Studențești din România (ANOSR).

### Viața studențească

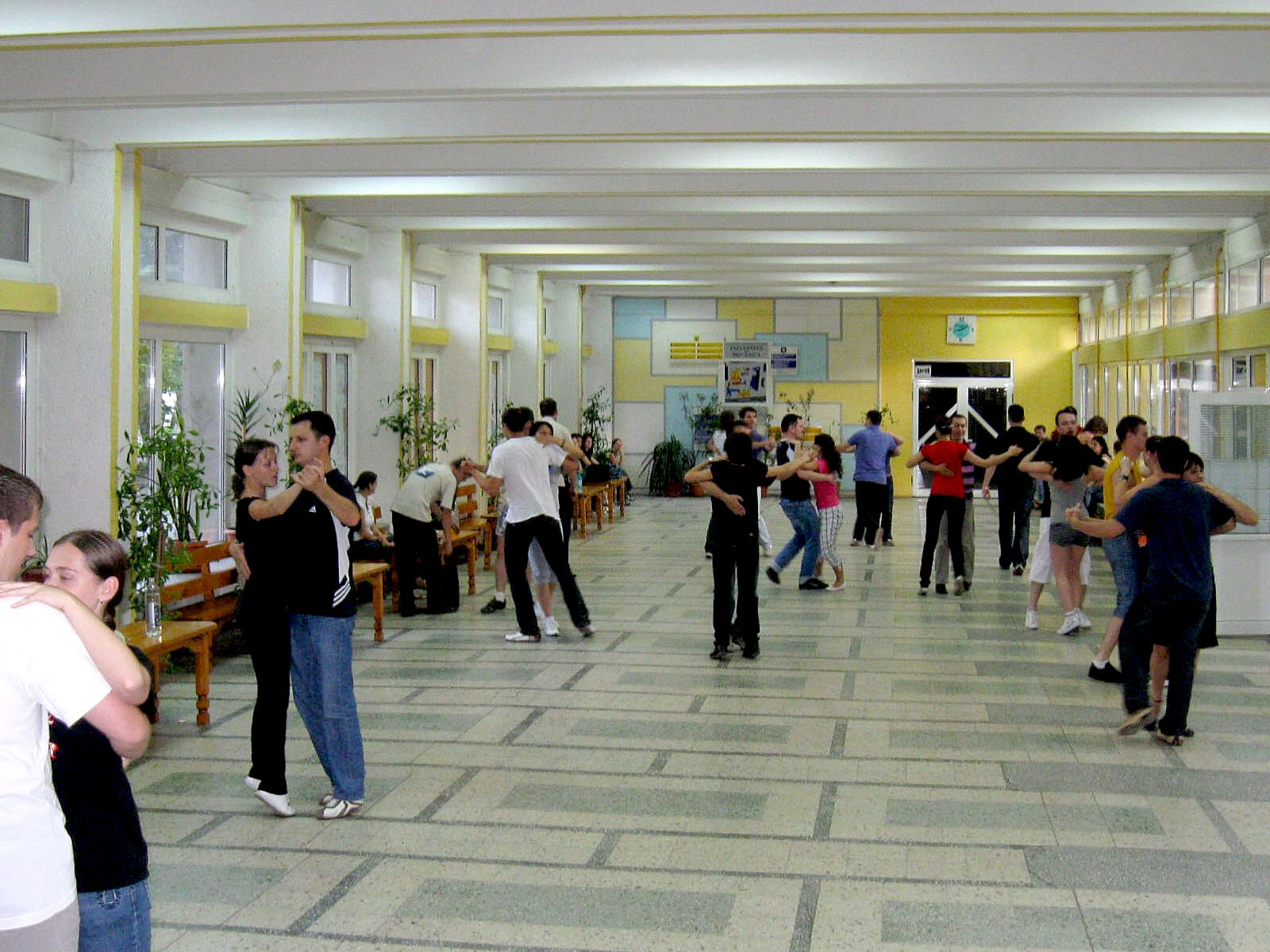
Curs de dans în holul principal.

În curtea facultății există două cămine, 1 MV și 2 MV (Mihai Viteazul, după numele bulevardului pe care se află facultatea), Cantina 1 MV și baza sportivă nr. 1 a Politehnicii (mai există și baza sportivă nr. 2, în zona stadionului Dan Păltinișan). Toate aceste dotări aparțin Universității Politehnica, însă studenții Facultății de Mecanică au prioritate la utilizarea lor.
Căminul 1 MV este cel mai vechi cămin al Politehnicii, a fost construit între anii 1924–1927 și are o capacitate de cca. 230 de locuri. Cantina, cu o capacitatea de cca. 450 de locuri a fost dată în funcțiune în anul 1930. Ambele au fost proiectate de Duiliu Marcu, în același stil cu cel al corpului principal. Lucrările de construcție au fost conduse de arh. Victor Vlad, profesor la Politehnică. Căminul 2 MV, cu cca. 324 de locuri a fost dat în funcțiune în anul 1958. Cantina 1 MV este cunoscută prin evenimentele care au avut loc în ea în timpul mișcărilor studențești din 1956. Actual în localul ei funcționează restaurante și o discotecă.
Recent căminele au fost renovate și camerele au fost remobilate în stil modern. Camerele sunt dotate cu internet, cablu TV, chiuvetă și frigider. La parterul căminului 1 MV există bar, cluburi și săli pentru diverse activități. la parterul căminului 2 MV sunt amenajările bazei sportive „Politehnica 1”. Terenurile sportive sunt lângă cămin. Terenul de fotbal a fost dat în funcțiune încă din anul 1937. Alături există două terenuri de handbal, care iarna sunt acoperite cu construcții gonflabile. Prin intermediul Asociației Sportive (AS) „Politehnica” și a secțiilor sportive ale Universității de Vest se pot practica fotballul, handbalul, voleiul. La baza sportivă „Politehnica 2” există alte două terenuri de fotbal, terenuri de tenis, handbal, baschet și un bazin.

Facilități în curtea facultății
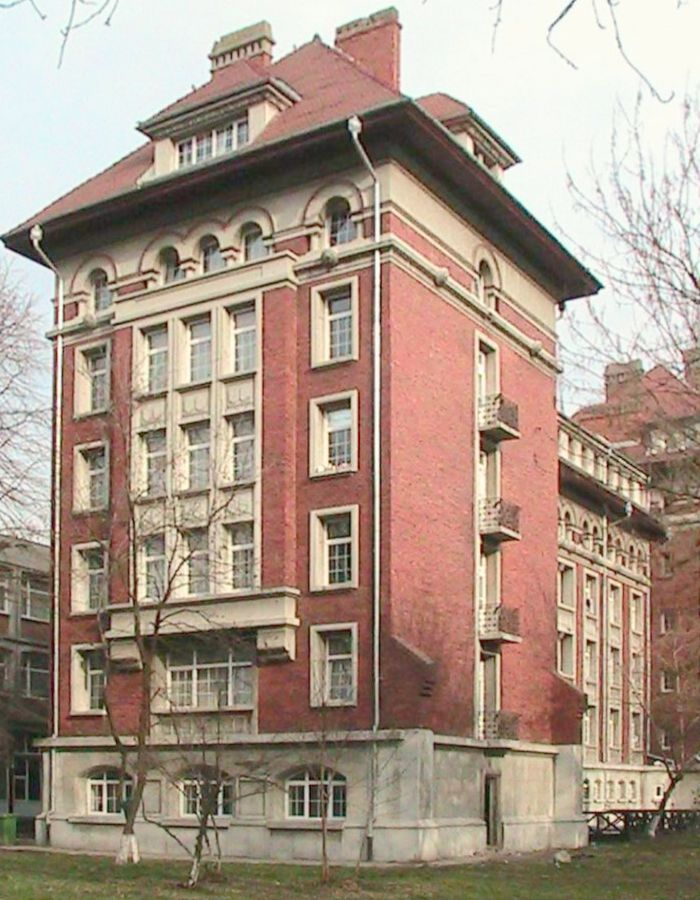
Căminul 1 MV.
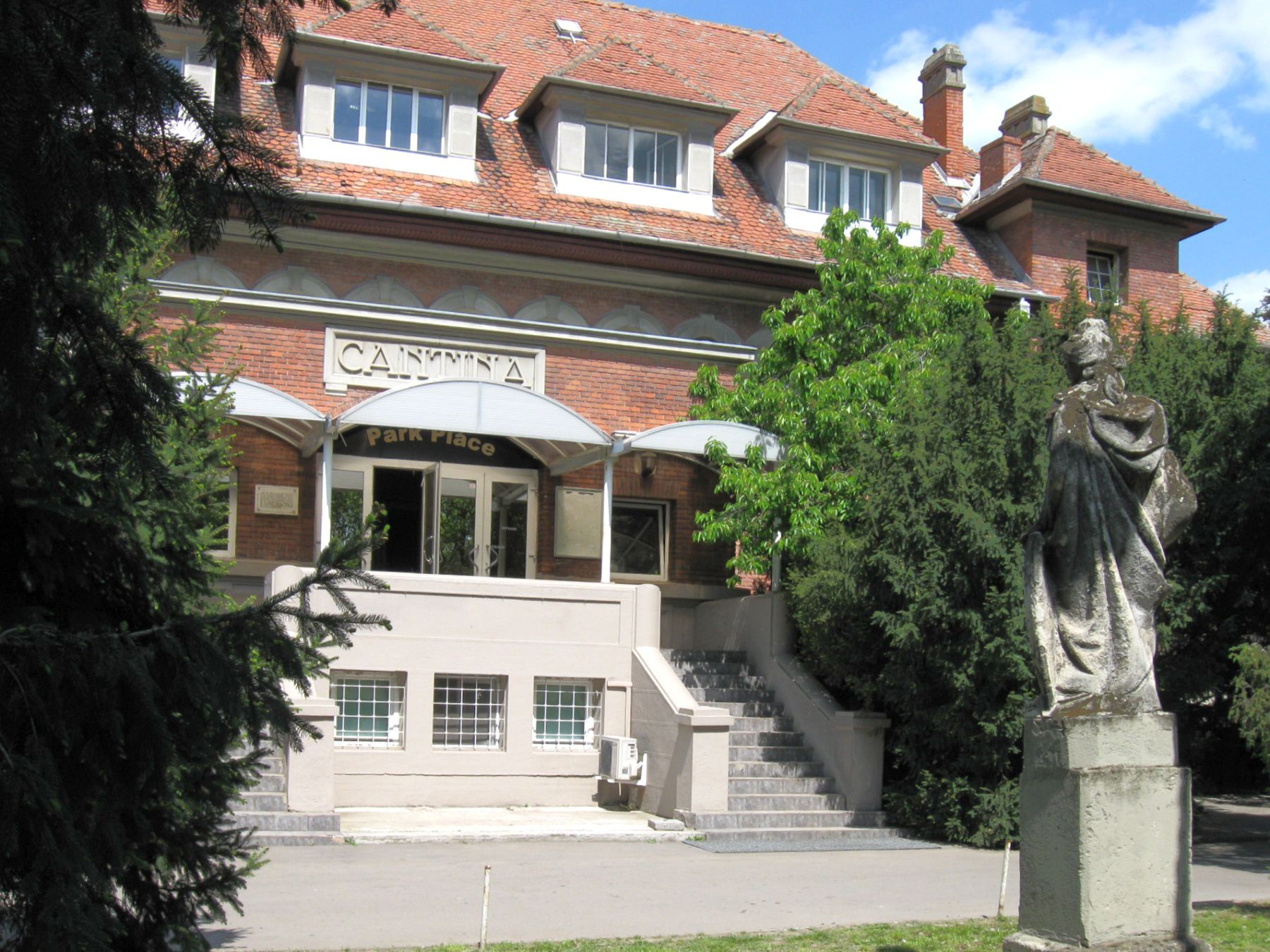
Cantina 1 MV, actual discotecă.
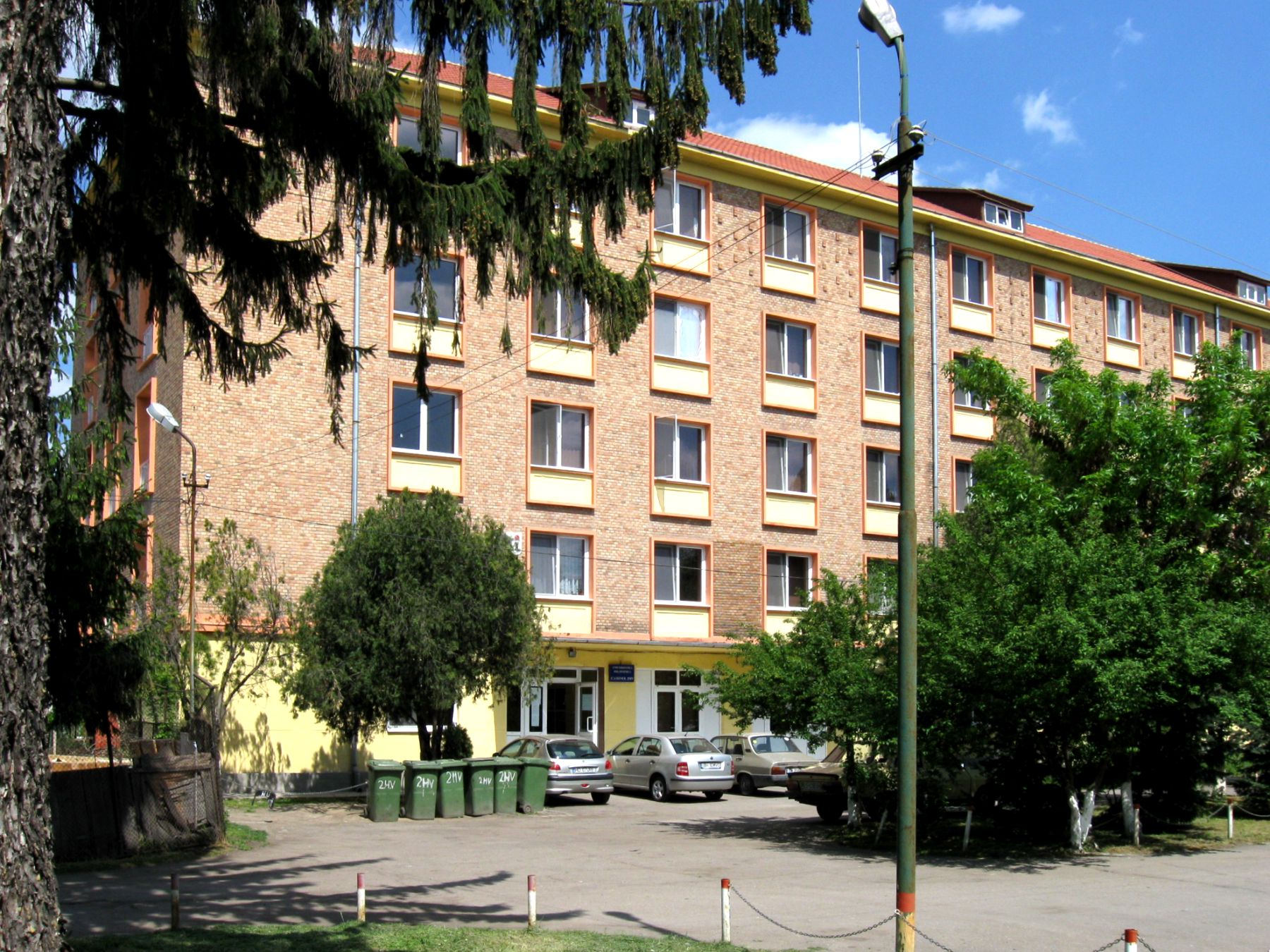
Căminul 2 MV.
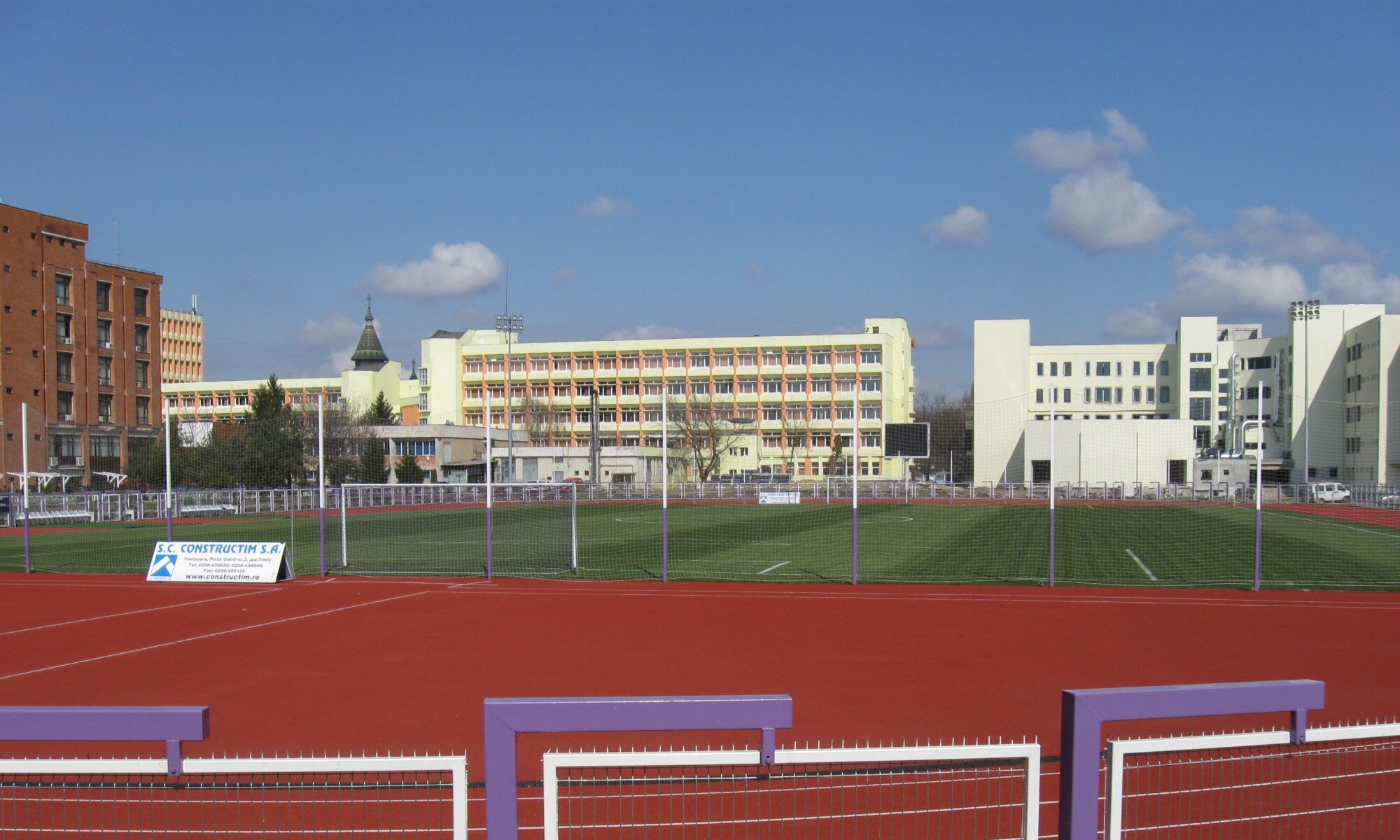
Baza sportivă „Politehnica 1”.

### Absolvenți
Numărul de absolvenți a urmărit numărul de admiși, observându-se o scădere a lor în 1959, în urma exmatriculărilor cauzate de mișcările studențești din Timișoara din 1956, respectiv după 1989.
Absolvenții Facultății de Mecanică păstrează legătura între ei prin întâlnirile organizate cu ocazia împlinirii unor decenii de la absolvire și pot ține legătura între ei prin Asociația Foștilor Studenți și Angajați ai Politehnicii din Timișoara („Alumni”) ai Universității.

Absolvenți
Proiecte de licență la „Autovehicule rutiere” (AR) în 2010
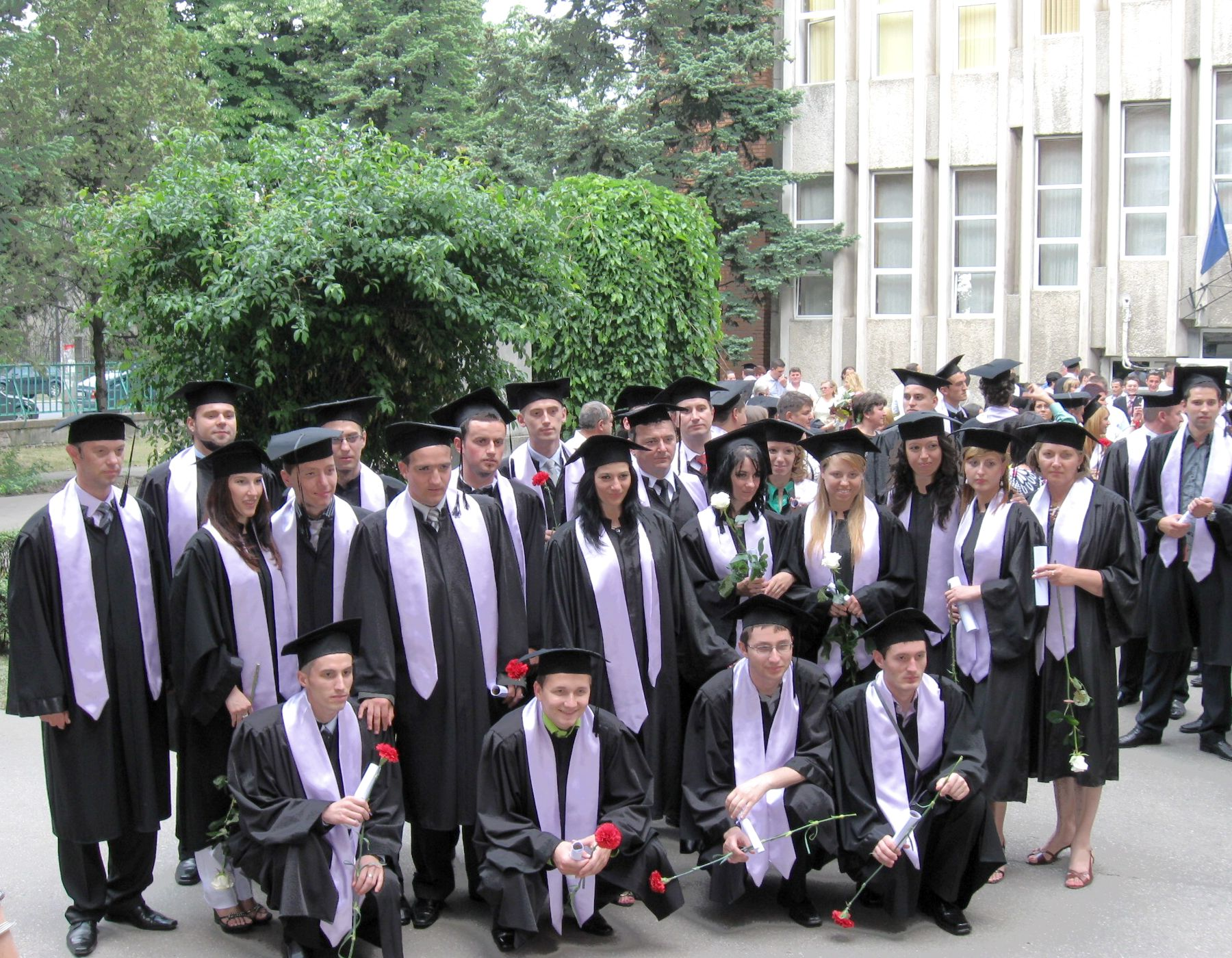
Absolvenți din promoția 2009
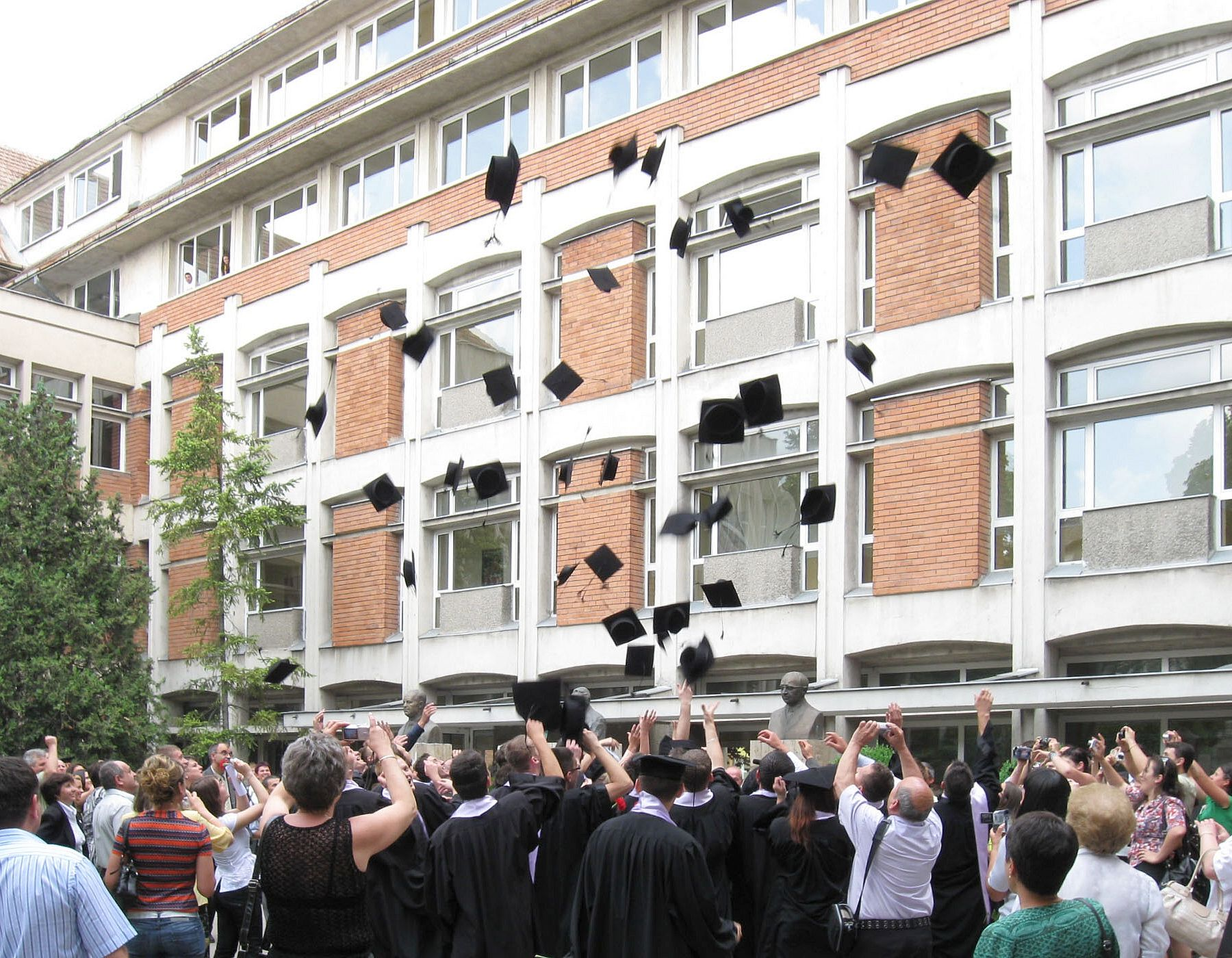
Aruncarea tocilor
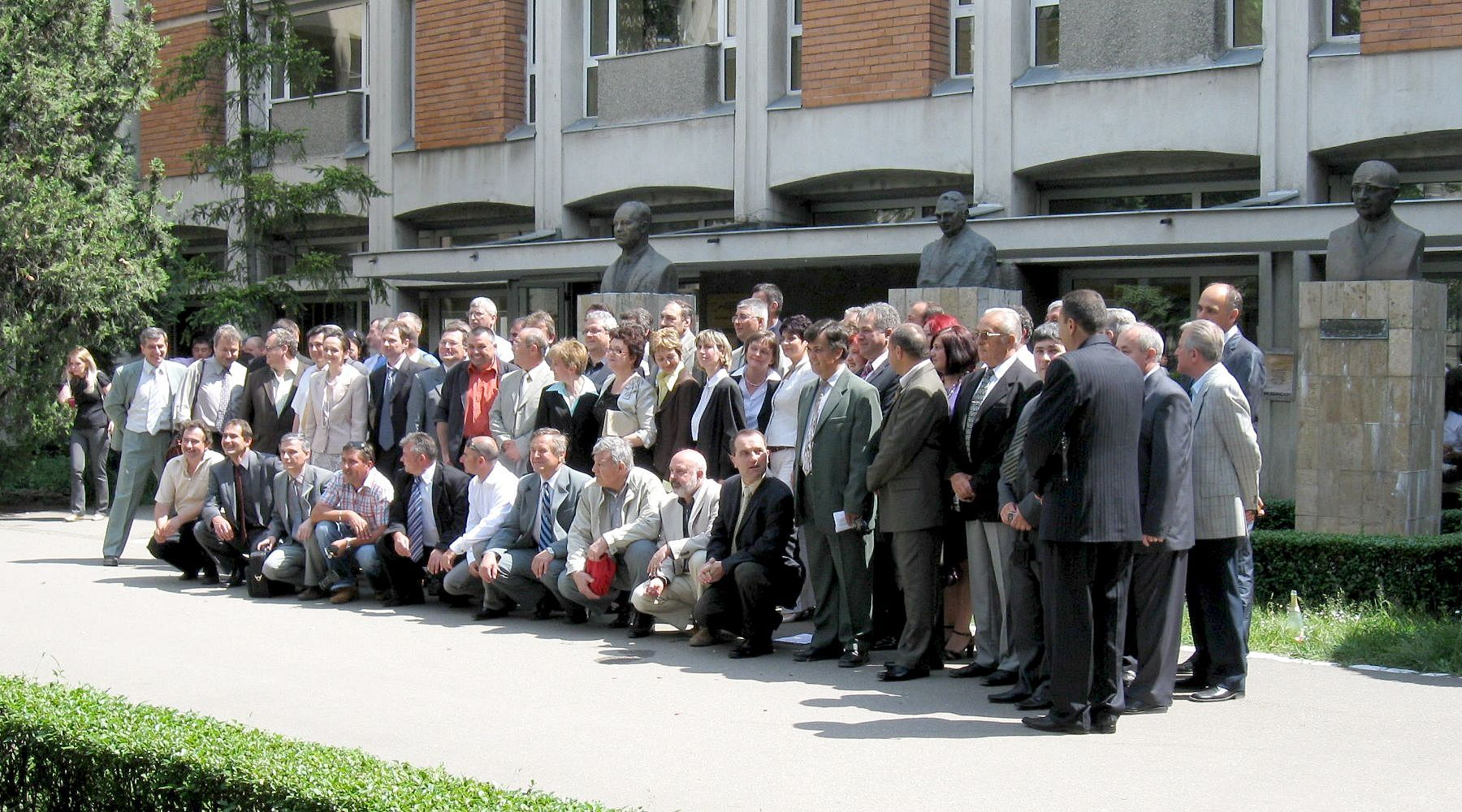
Întâlnire în 2009 a unei promoții.